# Robert Alexis McClure
Robert Alexis McClure (Mattoon, Illinois; 4 de marzo de 1897 – Fort Huachuca, Arizona; 1 de enero de 1957) fue un mayor general del Ejército de los Estados Unidos, especialista en guerra psicológica y considerado el padre de la guerra especial del Ejército de los Estados Unidos. Su carrera militar abarcó desde la Primera Guerra Mundial hasta la Guerra Fría, desempeñando un papel crucial en el desarrollo de las capacidades de guerra psicológica y no convencional de Estados Unidos.

## Primeros años y educación
Robert A. McClure nació el 4 de marzo de 1897 en Mattoon, Illinois. Se graduó del Kentucky Military Institute en Lyndon, Kentucky, en 1915.

## Carrera militar

### Inicios
Después de graduarse, McClure se unió a la Constabularía Filipina en agosto de 1916 como segundo teniente. En 1917, obtuvo una comisión en el Ejército de los Estados Unidos. Sirvió en la Primera Guerra Mundial y, en el período de entreguerras, tuvo varias asignaciones de infantería y en escuelas de servicio en China y los Estados Unidos. Se graduó de la Escuela de Comando y Estado Mayor en Fort Leavenworth, Kansas, en 1932, y posteriormente enseñó ciencia y tácticas militares.

### Segunda Guerra Mundial
Al estallar la Segunda Guerra Mundial, McClure se desempeñaba como agregado militar en la embajada estadounidense en Londres. En 1942, se le asignó la tarea adicional de enlace de agregado militar con todos los gobiernos europeos en el exilio.
Fue una figura clave en el desarrollo de la guerra psicológica estadounidense durante la Segunda Guerra Mundial. En diciembre de 1942, el general Dwight D. Eisenhower lo nombró jefe de la Sección de Información y Censura (INC) del Cuartel General de la Fuerza Aliada en el Teatro de Operaciones del Mediterráneo. En 1944, asumió el mando de la recién creada División de Guerra Psicológica (PWD/SHAEF) del Cuartel General Supremo de la Fuerza Expedicionaria Aliada, coordinando los esfuerzos de propaganda con la Oficina de Información de Guerra (OWI) de Estados Unidos, la Oficina de Servicios Estratégicos (OSS) y el Ministerio de Información y Ejecutivo de Guerra Política británico. Al final de la guerra en Europa, fue responsable de la División de Control de Información, que controlaba la radiodifusión y los periódicos en Alemania durante la fase inicial de la ocupación.

### Posguerra y Guerra de Corea
Después de la Guerra de Corea en 1950, McClure fue nombrado Jefe de la Oficina del Jefe de Guerra Psicológica en Washington D. C. Durante su mandato, se estableció el Centro de Guerra Psicológica en Fort Bragg, Carolina del Norte, que centralizó varias unidades y la recién formada Escuela de Guerra Psicológica. También promovió la activación del 10th Grupo de Fuerzas especiales (Estados Unidos), la primera unidad del Ejército organizada para la guerra no convencional.
En 1952, McClure fue asignado a Irán como jefe de tres misiones militares de EE. UU., donde desempeñó un papel en el golpe de Estado de 1953. Se retiró del Ejército en 1956 con el rango de Mayor General.

## Premios y condecoraciones
Entre las condecoraciones de Robert A. McClure se incluyen:
- Medalla por Servicio Distinguido en el Ejército (con hoja de roble)
- Legión al Mérito (con hoja de roble)
- Medalla de la Estrella de Bronce
- Medalla de la Victoria de la Primera Guerra Mundial
- Medalla de Servicio de Defensa Estadounidense (con broche de servicio en el extranjero)
- Medalla de Campaña Estadounidense
- Medalla de Campaña Europea-Africana-Medio Oriental (con 3 estrellas de servicio)

## Vida personal
Robert A. McClure se casó con Marjory Crandall Leitch en 1918 y tuvieron dos hijos. Falleció el 1 de enero de 1957 de un ataque al corazón en Fort Huachuca, Arizona, poco después de su retiro.

## Legado
Robert A. McClure es ampliamente reconocido como el "Padre de la Guerra Especial del Ejército de los Estados Unidos" por su visión y liderazgo en el establecimiento de las bases para las fuerzas de operaciones especiales modernas. En 2001, el edificio del Cuartel General del Comando de Operaciones Especiales del Ejército de EE. UU. (USASOC) fue dedicado en su honor. En 2010, fue incluido en el Salón de Honor de Comandos del Comando de Operaciones Especiales de EE. UU.